# Коронавірусна хвороба 2019 на Токелау
Епідемія коронавірусної хвороби 2019 на Токелау — це поширення пандемії коронавірусної хвороби 2019 на територію Токелау. Перший випадок хвороби на островах зареєстровано 21 грудня 2022 року.

## Хронологія
21 грудня 2022 року Токелау повідомила про перші 5 випадків COVID-19. Токелау стала останньою тихоокеанською країною, де були зареєстровані випадки коронавірусної хвороби

## Програма вакцинації проти COVID-19
19 липня 2021 року корабель Військово-морських сил Нової Зеландії «HMNZS Wellington» доставив 120 флаконів вакцини Pfizer–BioNTech проти COVID-19 на атол Нукунону в Токелау, чого вистачало для вакцинації 720 осіб. Згідно з переписом 2016 року населення Токелау становило 1499 осіб. Станом на 2 серпня 2022 року Токелау повідомила ВООЗ, що на островах введено 998 доз вакцини.